# Vrážná
Vrážná (německy Wraschna) je vesnice, část obce Chotoviny v okrese Tábor v Jihočeském kraji. Leží dva kilometry od Chotovin. V roce 2011 zde trvale žilo 36 obyvatel. Ve Vrážné se nacházejí tři rybníky.

## Název
Vrážná měla více pojmenování, např. Vrážný, Vrážné, nebo dnes používané Vrážná.

## Historie
První písemná zmínka o vesnici pochází z roku 1373.

## Obyvatelstvo
| Rok            | 1869 | 1880 | 1890 | 1900 | 1910 | 1921 | 1930 | 1950 | 1961 | 1970 | 1980 | 1991 | 2001 | 2011 | 2021 |
| -------------- | ---- | ---- | ---- | ---- | ---- | ---- | ---- | ---- | ---- | ---- | ---- | ---- | ---- | ---- | ---- |
| Počet obyvatel | 149  | 171  | 138  | 145  | 126  | 105  | 115  | 53   | 74   | 56   | 45   | 32   | 34   | 36   | 24   |
| Počet domů     | 16   | 18   | 18   | 18   | 17   | 17   | 18   | 18   | 18   | 16   | 15   | 17   | 18   | 19   | 14   |

## Obecní správa
Při sčítání lidu v letech 1850–1929 Vrážná byla osadou obce Chotoviny v okrese Tábor. V letech 1930–1959 byla osadou obce Červené Záhoří v okrese Tábor. Od roku 1960 je opět částí obce Chotoviny v okrese Tábor.

## Osobnosti
- Jarohněv Sádlo z Vražného (<1500 – 1554–1556) – šlechtic a rybníkář

## Galerie

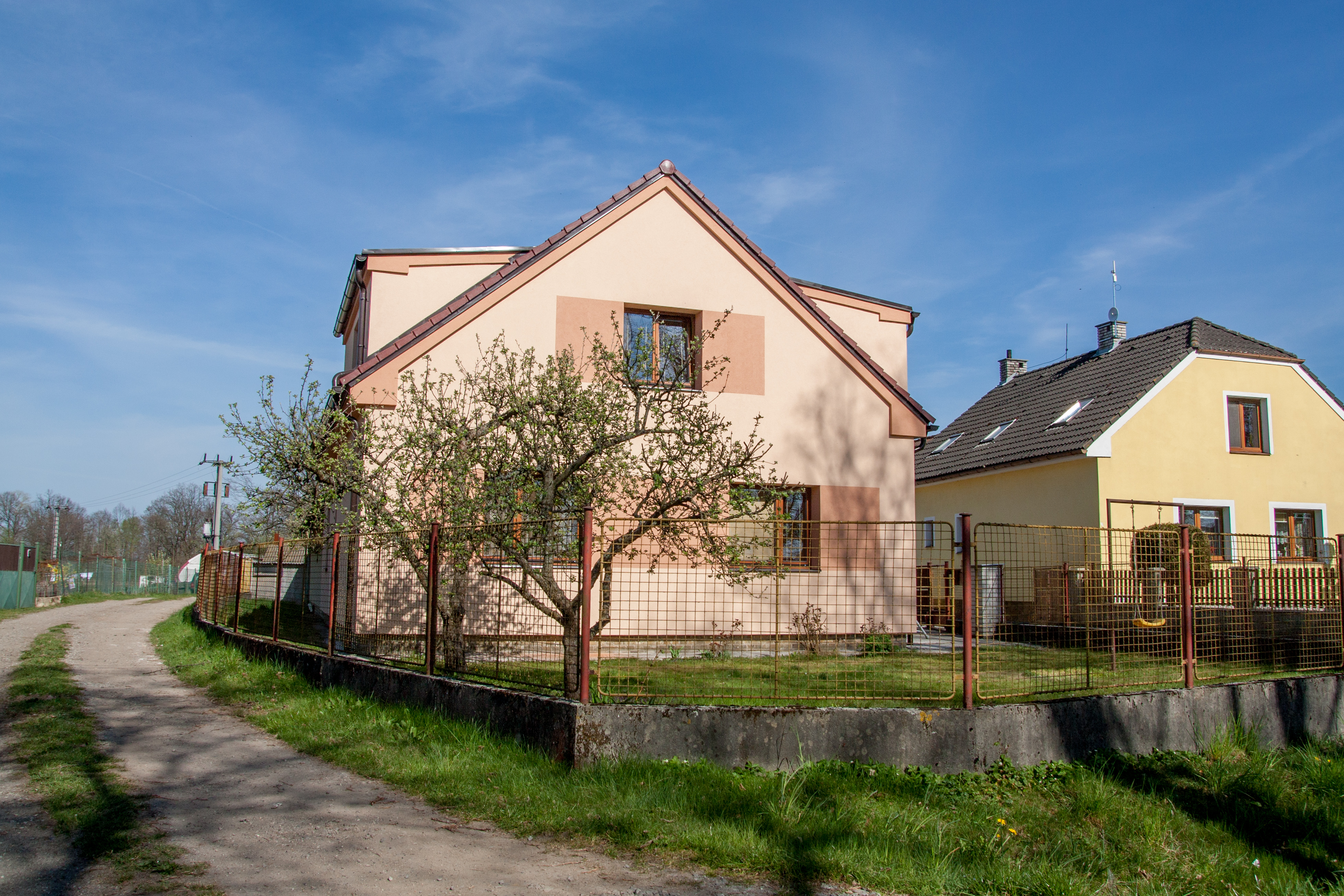
Dům ve Vrážné (2019)
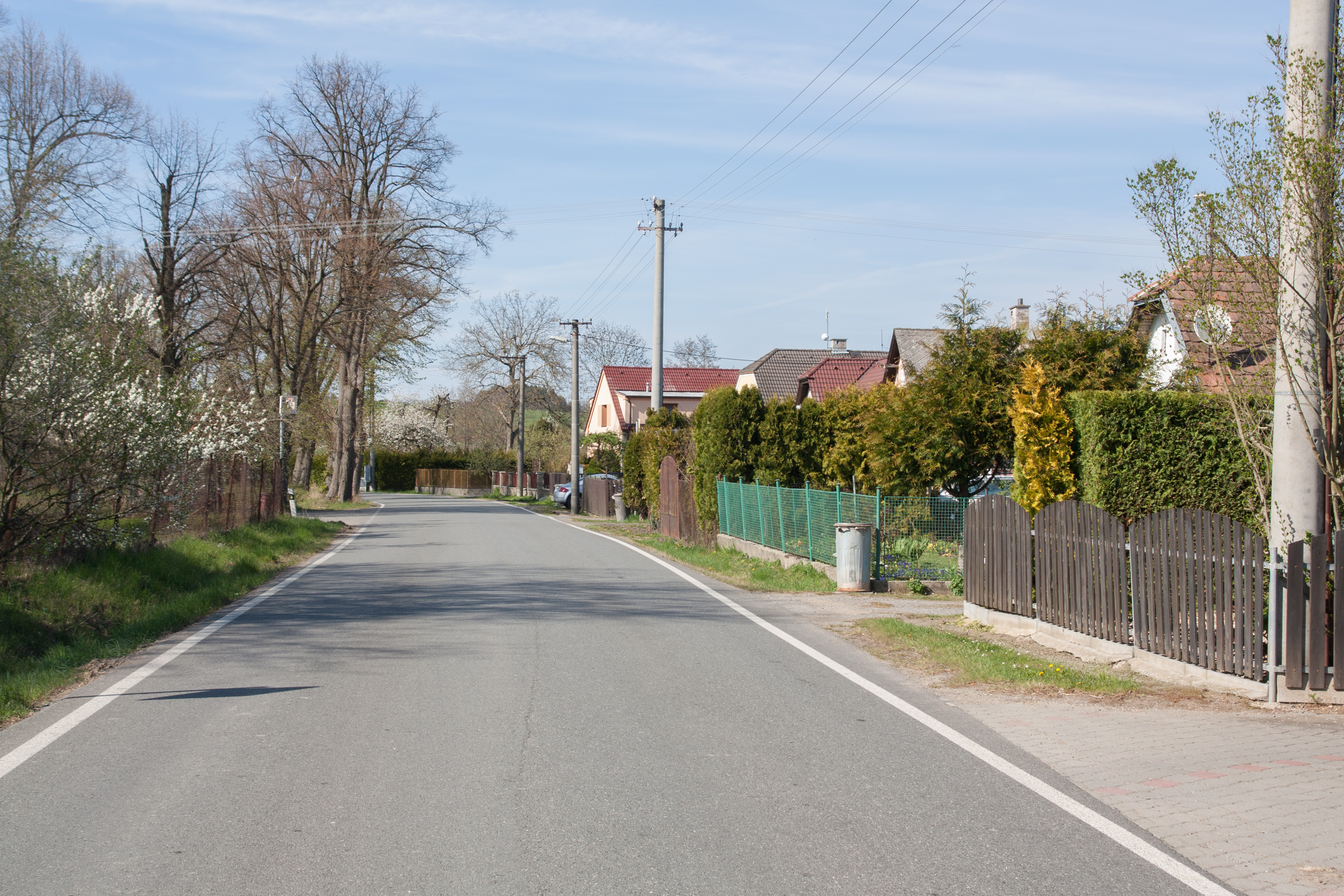
Cesta ve Vrážné (2019)
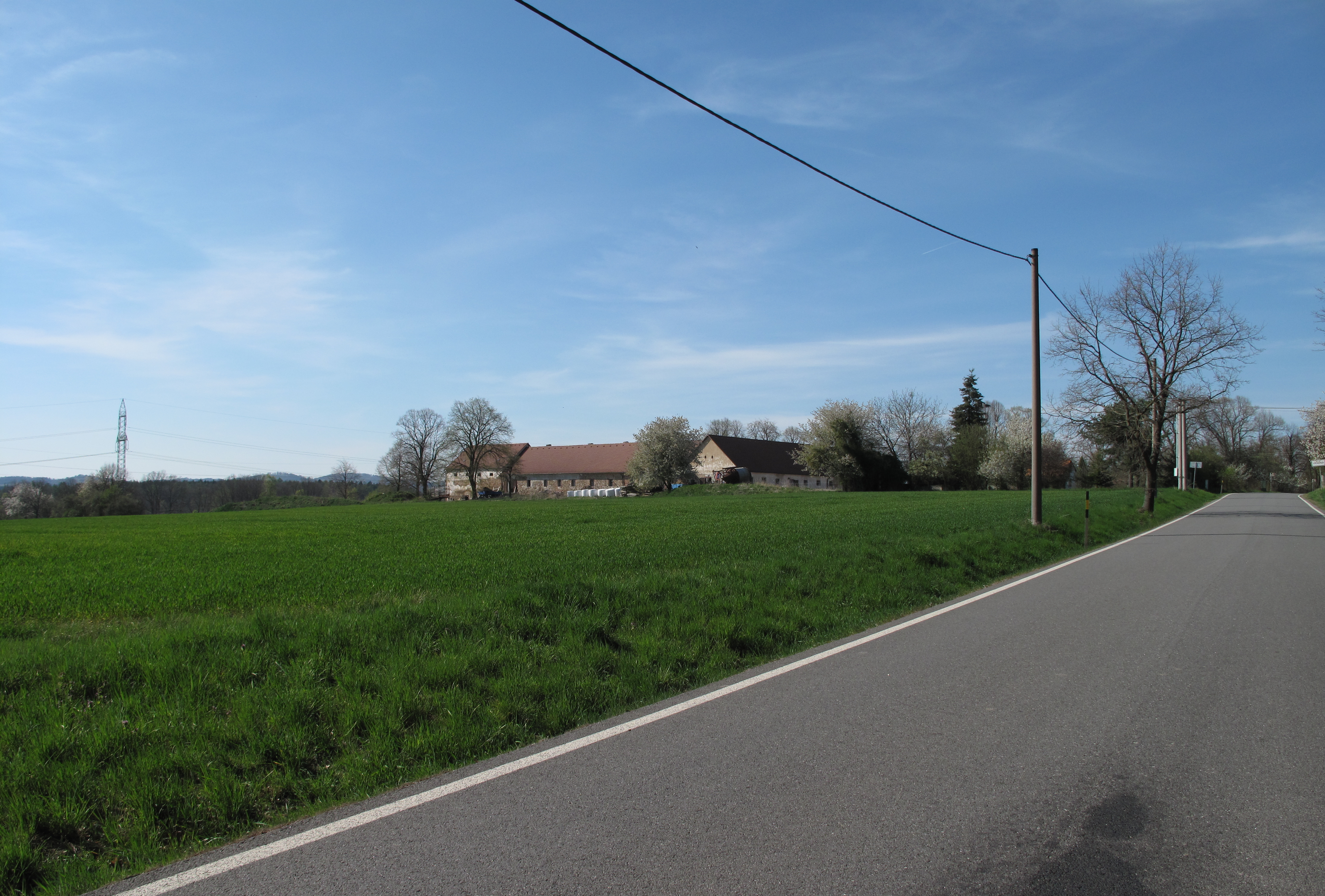
Pohled na vesnici (2019)